# Rangpur (distrikt)
Rangpur (engelska: Rangpur District) är ett distrikt i Bangladesh.   Det ligger i provinsen Rangpur, i den norra delen av landet, 250 km nordväst om huvudstaden Dhaka. Antalet invånare är 2 881 086. Arean är 2 370 kvadratkilometer.